# Kango
Kango egy kisváros és egyben kikötőváros Estuaire tartományon belül, Gabonban. A  város a Komo folyó, és az N1-es autópálya mellett fekszik. Itt található a gaboni vasút híd. Az 1993-as népszámlálás szerint 1100 fő élt a városban. Kango ismert még az állatvilágáról is.